# Мастоп (Пенсільванія)
Мастоп (англ. Masthope) — переписна місцевість (CDP) в США, в окрузі Пайк штату Пенсільванія. Населення — 681 особа (2020).

## Географія
Мастоп розташований за координатами 41°31′0″ пн. ш. 75°1′31″ зх. д. / 41.51667° пн. ш. 75.02528° зх. д. (41.516573, -75.025360).  За даними Бюро перепису населення США в 2010 році переписна місцевість мала площу 14,13 км², з яких 13,55 км² — суходіл та 0,58 км² — водойми.

## Демографія
Згідно з переписом 2010 року, у переписній місцевості мешкало 685 осіб у 288 домогосподарствах у складі 197 родин. Густота населення становила 48 осіб/км².  Було 1317 помешкань (93/км²).
Расовий склад населення:
| - 92,7 % — білих - 4,8 % — чорних або афроамериканців - 0,7 % — корінних американців - 0,3 % — азіатів - 0,1 % — вихідців з тихоокеанських островів |

До двох чи більше рас належало 0,9 %. Частка іспаномовних становила 8,8 % від усіх жителів.
За віковим діапазоном населення розподілялося таким чином: 18,5 % — особи молодші 18 років, 59,9 % — особи у віці 18—64 років, 21,6 % — особи у віці 65 років та старші. Медіана віку мешканця становила 51,0 року. На 100 осіб жіночої статі у переписній місцевості припадало 105,1 чоловіків;  на 100 жінок у віці від 18 років та старших — 101,4 чоловіків також старших 18 років.
Середній дохід на одне домашнє господарство  становив 71 003 долари США (медіана — 53 269), а середній дохід на одну сім'ю — 83 680 доларів (медіана — 71 667). За межею бідності перебувало 1,8 % осіб, у тому числі 0,0 % дітей у віці до 18 років та 0,0 % осіб у віці 65 років та старших.
Цивільне працевлаштоване населення становило 293 особи. Основні галузі зайнятості: науковці, спеціалісти, менеджери — 23,9 %, мистецтво, розваги та відпочинок — 18,4 %, будівництво — 15,4 %.